# Kirchenbezirk Münsingen
Der Evangelische Kirchenbezirk Münsingen war einer von 48 Kirchenbezirken bzw. Kirchenkreisen der Evangelischen Landeskirche in Württemberg. Sein Gebiet war deckungsgleich mit dem Dekanat Münsingen.
Zum 1. Dezember 2013 fusionierte der Kirchenbezirk Münsingen mit dem Kirchenbezirk Bad Urach zum Kirchenbezirk Bad Urach-Münsingen.

## Geografie
Der Kirchenbezirk Münsingen lag im Süden der württembergischen Landeskirche. Sein Gebiet umfasste den Südosten des Landkreises Reutlingen also die Städte und Gemeinden Engstingen, Gomadingen, Hayingen, Hohenstein, Mehrstetten, Münsingen, Trochtelfingen (nur Stadtteil Wilsingen) und Zwiefalten sowie die Städte und Gemeinden Heroldstatt, Laichingen (ohne Stadtteile Machtolsheim und Suppingen), Lauterach und Schelklingen (ohne Kernstadt und Stadtteile Hausen ob Urspring und Schmiechen) und den Stadtteil Mundingen der Stadt Ehingen (Donau) im Alb-Donau-Kreis.

### Nachbarkirchenbezirke
Der Kirchenbezirk Münsingen grenzte an folgende Kirchenbezirke (im Uhrzeigersinn beginnend im Nordosten): Geislingen an der Steige, Blaubeuren und Biberach (alle Prälatur Ulm), Reutlingen und Bad Urach (beide Prälatur Reutlingen) sowie Kirchheim unter Teck (Prälatur Stuttgart).

## Geschichte
Das Gebiet des Dekanats bzw. Kirchenbezirks Münsingen gehörte zum Großteil zum alten Kernland Württemberg, wo ab 1534 die Reformation eingeführt wurde. Das Gebiet ist daher mehrheitlich evangelisch geprägt und es gibt auch in fast jedem Dorf auch eine meist alte evangelische Kirche. Der Süden des Kirchenbezirks Münsingen gehörte zum Kloster Zwiefalten. Dieses Gebiet blieb nach der Reformation katholisch. Hier zogen überwiegend erst nach dem Zweiten Weltkrieg evangelische Bewohner zu und es wurden evangelische Kirchengemeinden gegründet.
Das Gebiet um Münsingen gehörte nach Einführung der Reformation 1534 zur Specialsuperintendentur Urach. Im 18. Jahrhundert wurde Münsingen zwar Sitz eines eigenen Oberamts, kirchlich gehörte es jedoch zum Dekanat Blaubeuren. Der Dekan von Blaubeuren kam jedoch jährlich einmal nach Münsingen, um die dortigen Gemeinden zu visitieren. Am 27. Dezember 1817 wurde dann Münsingen Sitz eines eigenen Dekanats. Zum Dekan wurde der Stadtpfarrer von Münsingen ernannt. Zum Dekanatsbezirk kamen alle Gemeinden des Oberamts Münsingen sowie die Pfarreien Mundingen und Pflummern, wobei letztere später dem Dekanat Biberach zugeordnet wurde. Das Dekanat Münsingen gehörte zunächst zum Generalat Urach und ab 1824 zum Generalat Reutlingen, aus dem 1924 die heutige Prälatur Reutlingen hervorging.
Infolge der Auflösung einiger Kreise bzw. Oberämter in Württemberg 1939 wurden auch die kirchlichen Verwaltungsbezirke teilweise neu gegliedert. So wurde mit Wirkung vom 1. April 1939 die Kirchengemeinde Trailfingen vom Kirchenbezirk Bad Urach in den Kirchenbezirk Münsingen umgegliedert.

## Leitung des Kirchenbezirks
Die Leitung des Kirchenbezirks oblag der Bezirkssynode, dem Kirchenbezirksausschuss (KBA) und dem Dekan. Letzter Dekan war von 2007 bis 2013 Michael Scheiberg, der zugleich einer der Pfarrer an der Martinskirche in Münsingen war. Er amtiert in einer Übergangszeit im fusionierten Bezirk weiter.

### Dekane des Kirchenbezirks Münsingen
- 1817–1823: Johann Ludwig Ziegler; bereits seit 1813 Stadtpfarrer in Münsingen
- 1823–1828: Gottlob Eberhard Hafner
- 1828–1834: Johann Gottlieb David Erhart
- 1834–1843: Josias Schüle
- 1843–1847: Sixt Karl Kapff (1805–1879)
- 1848–1865: Christoph Eberhard Elwert (1810–1883)
- 1865–1871: Wilhelm Paul Christoph Schüz
- 1871–1879: Rudolf Georg Ludwig Rooschütz (1827–1890)
- 1880–1890: Christian Niethammer
- 1890–1897: Johann August Friedrich Baur
- 1898–1907: Georg Dieterle (1856–1948)
- 1907–1913: Eugen Häcker
- 1914–1918: Albert Dierolf
- 1919–1935: Philipp Eugen Seitz (1870–1950)
- 1935–1950: Hugo Richard Rupp
- 1950–1963: Bernhard Mildenberger (1898–1985)
- 1964–1969: Heinrich Leube (1924–2007)
- 1970–1980: Walter Gölz (1915–1988)
- 1980–1994: Eduard Seng (1930–2016)
- 1995–2007: Ulrich Poguntke (* 1948)
- 2008–2016: Michael Scheiberg (* 1950)

## Kirchengemeinden
Im Kirchenbezirk Münsingen gab es insgesamt 28 Kirchengemeinden, von denen sich 12 zu insgesamt sechs Gesamtkirchengemeinden zusammengeschlossen hatten.
Das Gebiet des ehemaligen Kirchenbezirks Münsingen ist im Norden überwiegend evangelisch, im Süden jedoch überwiegend katholisch geprägt. Alte evangelische Kirchen bzw. Kirchengemeinden gab es daher nur in den Orten, die schon früh die Reformation eingeführt haben, also überwiegend im altwürttembergischen Teil. In den mehrheitlich katholischen Orten des Klosters Zwiefalten zogen evangelische Bewohner erst nach dem Zweiten Weltkrieg zu, so dass es dort meist jüngere evangelische Kirchengemeinden gibt.
Zum Kirchenbezirk gehörten:
- Kirchengemeinde Apfelstetten
- Kirchengemeinde Auingen
- Gesamtkirchengemeinde Bernloch-Meidelstetten
  - Kirchengemeinde Bernloch
  - Kirchengemeinde Meidelstetten
- Gesamtkirchengemeinde Böttingen-Magolsheim
  - Kirchengemeinde Böttingen
  - Kirchengemeinde Magolsheim
- Kirchengemeinde Buttenhausen
- Kirchengemeinde Dapfen
- Kirchengemeinde Dottingen
- Kirchengemeinde Ennabeuren
- Kirchengemeinde Feldstetten
- Gesamtkirchengemeinde Gomadingen
  - Kirchengemeinde Gomadingen
  - Kirchengemeinde Steingebronn
- Kirchengemeinde Hundersingen
- Kirchengemeinde Kleinengstingen
- Kirchengemeinde Kohlstetten
- Kirchengemeinde Laichingen
- Gesamtkirchengemeinde Mehrstetten-Sondernach
  - Kirchengemeinde Mehrstetten
  - Kirchengemeinde Sondernach
- Kirchengemeinde Münsingen
- Kirchengemeinde Mundingen
- Gesamtkirchengemeinde Ödenwaldstetten
  - Kirchengemeinde Ödenwaldstetten
  - Kirchengemeinde Pfronstetten
- Kirchengemeinde Rietheim
- Kirchengemeinde Sontheim
- Kirchengemeinde Trailfingen
- Gesamtkirchengemeinde Zwiefalten
  - Kirchengemeinde Hayingen
  - Kirchengemeinde Zwiefalten